# Obercunnersdorfer Bach
Der Obercunnersdorfer Bach ist ein rechter Zufluss zur Wilden Weißeritz bei Obercunnersdorf, Sachsen. 

## Verlauf
Der Obercunnersdorfer Bach entspringt in einem Tümpel am westlichen Ortsrand von Obercunnersdorf. Der Bach fließt in seinem fast vollständig verrohrten Oberlauf mit nordöstlicher Richtung durch Obercunnersdorf. Nördlich der Staatsstraße 190 tritt der Bach wieder zu Tage und nimmt nördliche Richtung. In seinem Unterlauf fließt der Obercunnersdorfer Bach durch ein Kerbtal mit starkem Gefälle in das Weißeritztal. Nach 1,3 km mündet der Bach nördlich von Obercunnersdorf zwischen der Winkelmühle und dem ehemaligen Bergwerk Silberne Aue Fundgrube auf der Gemarkung von Höckendorf in die Wilde Weißeritz.